# Trichaptum byssogenum
Trichaptum byssogenum är en svampart som först beskrevs av Franz Wilhelm Junghuhn, och fick sitt nu gällande namn av Leif Ryvarden 1972. Trichaptum byssogenum ingår i släktet Trichaptum och familjen Polyporaceae.   Inga underarter finns listade i Catalogue of Life.